# Де Классикер
Де Классикер (нидерл. De Klassieker) — главное футбольное дерби Нидерландов между клубами «Аякс» из Амстердама и «Фейеноорд» из Роттердама. Рекордная посещаемость в дерби была зафиксирована 9 января 1966 года, когда за матчем непримиримых соперников в Роттердаме наблюдали 65 562 зрителя.

## История

### Амстердам против Роттердама
Соперничество между «Аяксом» и «Фейеноордом» выходит далеко за рамки футбольного противостояния и является продолжением городского соперничества между Амстердамом и Роттердамом. Оно началось в XIII веке, когда оба города получили свои городские права. «Аякс» и «Фейеноорд» являются гордостью соответственно Амстердама и Роттердама.
Жители этих городов существенно отличаются друг от друга по роду занятий. Так их соперничество расценивается как противостояние между художниками Амстердама и рабочими Роттердама. Амстердам славится своей культурой, производя множество художников и актёров. Стиль игры «Аякса» уже давно является источником гордости для его болельщиков и раздражения для поклонников «Фейеноорда». Роттердамцы считают уроженцев Амстердама страдающими манией величия, что наиболее ярко отражено в популярной поговорке: «пока Амстердам мечтает, Роттердам работает». Роттердам сильно пострадал во время Второй мировой войны, будучи разбомбленным нацистами, необходимость его восстановления ещё больше подчеркнула его рабочий дух. Жители Роттердама гордятся своей трудовой этикой и высмеивают парадность Амстердама.

### «Аякс» против «Фейеноорда»
Первый матч между «Аяксом» и «Фейеноордом» состоялся 9 октября 1921 года в Роттердаме. Матч изначально завершился со счётом 3:2 в пользу амстердамцев, но позднее было официально объявлено об итоговом счёте 2:2 из-за протеста «Фейеноорда», оспорившего сомнительный гол «Аякса».
Кроме того, в 1930-х и 1940-х годах между двумя клубами существовала конкуренция за самый большой стадион. Олимпийский стадион был построен в 1928 году и имел вместимость в 31 600 человек, что являлось рекордом для Нидерландов в то время. В 1934 году был построен стадион Де Мер, способный принять у себя 22 000 зрителей. «Аякс» использовал Олимпийский стадион для европейских матчей, а Де Мер — для национальных. Статус крупнейшего в стране Олимпийский стадион потерял в 1937 году, когда «Фейеноорд» открыл свой стадион вместимостью в 64 000 человек. В ответ «Аякс» увеличил Олимпийский стадион, добавив второе кольцо трибун, также в 1937 году. После Второй мировой войны, в 1949 году, «Фейеноорд» расширил свою арену до 69 000 зрителей.
С сезона 1947/48 по сезон 1955/56 между этими двумя клубами не было проведено ни одного матча в рамках официального турнира. Это было связано с тем, что «Фейеноорд» в этот период ни разу не выигрывал свою региональную лигу и, следовательно, не выходил в плей-офф национального чемпионата, где мог бы встретиться с «Аяксом». Из-за этого в тот же период был организован ряд товарищеских матчей между противниками. С введением единой национальной лиги в сезоне 1956/1957, региональные лиги были отменены, соответственно, плей-офф также не проводился. Таким образом, «Фейеноорд» и «Аякс» получили возможность неизменно выяснять отношения между собой в рамках чемпионата страны.
В сезоне 1960/61 состоялся самый результативный матч в истории Де Классикера. Общее количество забитых мячей составило 14, а счет был зафиксирован 9:5 в пользу «Фейеноорда». В том сезоне роттердамцы стали чемпионами страны, а «Аякс» занял второе место, отстав на два очка. Четыре года спустя, в сезоне 1964/65, был зафиксирован почти такой же счёт (9:4) в пользу «Фейеноорда».
Это соперничество обострилось в начале 1970-х, когда эти два клуба, возможно, были лучшими в мире, и между их болельщиками стали случаться драки и беспорядки. В начале 1970-х «Аякс» трижды выигрывал Кубок европейских чемпионов и один Межконтинентальный кубок, «Фейеноорд» же стал обладателем одного Кубка европейских чемпионов, одного Межконтинентального кубка и одного Кубка УЕФА. При этом все трофеи, которые выиграли роттердамцы, были первыми для нидерландских клубов. Эти успехи привели к тому, что сборная Нидерландов комплектовалась преимущественно футболистами «Аякса» и «Фейеноорда», особенно проявившая себя на чемпионатах мира 1974 и 1978 годов, на которых занимала второе место и демонстрировала знаменитую схему «Тотальный футбол».
Во время сезона 1980/81 легенда «Фейеноорда» Вим Янсен, выступавший за него в течение 15 лет, перешёл в стан «Аякса», что вызвало сильный гнев болельщиков роттердамцев. В дебютном матче за «Аякс» для Янсена, который оказался выездной игрой против «Фейеноорда», поклонник «Фейеноорда» бросил снежок, попавший в глаз Янсена, что заставило его покинуть поле для лечения травмы. Соперничество ещё более обострилось в сезоне 1983/1984, когда легенда амстердамцев Йохан Кройф перешёл из «Аякса» в «Фейеноорд». Это случилось после конфликта вокруг контракта между Кройфом и «Аяксом»; Кройф хотел продлить контракт, но амстердамский клуб отказался из-за его возраста. Этот переход разозлил фанатов обеих команд: поклонники «Аякса» были возмущены  переходом Кройфа в стан ненавистного противника, а сторонникам «Фейеноорда» не понравился тот факт, что легенда «Аякса» присоединилась к их клубу. Некоторые фанаты роттердамцев протестовали против его перехода, разместив знамёна с надписью: «Фейеноорд навсегда, Кройфф никогда», которая была ещё одной из самых приличных реплик в адрес Кройфа. Многие болельщики также свистели и глумились над новичком своей команды во время товарищеских предсезонных игр и всякий раз, когда его имя объявлялось на стадионе. Кто-то даже отказывался приходить на стадион, пока там играл Кройф. В сезоне 1983/1984 «Фейеноорд» с Кройфом был разгромлен «Аяксом» со счётом 2:8, ставшим для роттердамцев худшим результатом в истории Де Классикера, что тем не менее не помешало «Фейеноорду» выиграть в том сезоне чемпионат и кубок страны.
Оба клуба с годами потеряли свою прежнюю мировую славу, в то время как насилие среди его болельщиков увеличивалось, и на дерби всегда присутствует большое количество полиции. Самый серьезный инцидент произошел 23 марта 1997 года, когда был убит фанат «Аякса» Карло Пикорни и ещё несколько человек получили ранения. Беспорядки 2005 года также стали позорной страницей в истории Де Классикера.